# 妙見嶽城
妙見嶽城（みょうけんだけじょう）は、大分県宇佐市院内町香下（豊前国宇佐郡）の妙見岳山頂にあった日本の城。

## 概要
元々は近郊を支配していた佐田氏が詰城として築いたとされている。豊前・豊後の国境にほど近い要衝であるため、当初は城井氏、後には杉氏など豊前国守護や守護代を務める武将が在城する重要拠点とされてきた。
戦国時代に入ると豊前に勢力を伸ばしてきた大友氏と大内氏の間で争奪が繰り返された。1557年（弘治3年）に大内氏が滅び、豊前国が大友氏の支配下におかれてからは重臣の田原紹忍が当城に入り、豊前国方分として、毛利氏・高橋氏・秋月氏らの勢力に対する前線基地の一つとなった。
また、1586年（天正14年）の豊薩合戦の際には大友方の最後の拠点となり、府内を追われた大友吉統が最終的に逃げ込んだのもここである。このとき大友吉統が府内で大した抵抗もせずにただ妙見嶽城まで逃げてきたことは秀吉の心証を悪化させ、ひいては後の大友氏改易の遠因ともなっている。

## 註釈
1. ↑  「方分」とは大友氏の行政機構の一つで、その地方における内政全般を管轄する役職のことである。他に有名なところでは、筑前国方分であった立花道雪が知られる。
2. ↑  ただし豊前国内でも多くの国人は島津方に寝返っており、宇佐郡内でも最後まで大友方として行動したのは妙見嶽城にもっとも近い領地をもつ佐田氏くらいである。また、すでに豊臣秀吉による九州征伐が始まっており、妙見嶽城以北の豊前諸城はすでに豊臣勢によって制圧され、先駆けとして黒田如水が宇佐郡時枝城に入っていた。
3. ↑  この時点で大友方に残っていた拠点は大友宗麟の籠もる臼杵城、志賀親次がゲリラ戦を展開していた岡城、同様に佐伯惟定がゲリラ戦を展開していた栂牟礼城、玖珠郡衆が抵抗を続けていた角牟礼城くらいであった。